# Infurcitinea karadaghica
Infurcitinea karadaghica är en fjärilsart som beskrevs av Aleksei Konstantinovich Zagulajev 1979. Infurcitinea karadaghica ingår i släktet Infurcitinea och familjen äkta malar.
Artens utbredningsområde är Ukraina. Inga underarter finns listade i Catalogue of Life.